# World Rally Championship (videogioco 2005)
World Rally Championship è un videogioco di corse sviluppato da Traveller's Tales per la PlayStation Portable.
Il gioco contiene i contenuti del Campionato del mondo rally 2005, già presenti nel videogioco per PS2 WRC: Rally Evolved.
Il tema del menù principale è Rather di Salaryman.

## Accoglienza
World Rally Championship ha ricevuto recensioni contrastanti da parte della critica. Ha ricevuto un punteggio di 68.98% su GameRankings e 67/100 su Metacritic.